# Río Verdouble
El Verdouble (en catalán: Verdoble) es un río francés que discurre por los departamentos de Aude y de Pirineos Orientales, en la región de Occitania. Es afluente del río Agly por la margen izquierda. En su curso encontramos un yacimiento prehistórico de importancia, la Cueva del Arago, ubicado en una vasta cavidad de la cuenca del Verdouble, en Tautavel.

## Geografía
La longitud de su curso de agua es de 46,8 km.

### Departamentos y ciudades que atraviesa
- Aude : Cubières-sur-Cinoble - Soulatgé - Rouffiac-des-Corbières - Duilhac-sous-Peyrepertuse - Cucugnan - Padern - Paziols
- Pirineos Orientales : Tautavel - Estagel

### Cuenca hidrográfica
El río Verdouble conforma una única cuenca hidrográfica, llamada en francés Le Verdouble (Y065) de 321 km² de superficie. Esta cuenca está constituida al 79,27 % de bosques y medio seminatural, 19,89 % de terrenos cultivados y un 0,93 % de terrenos artificiales o rellenos.

### Organismo gestor
El organismo gestor es el SIVU, la oficina de la cuenca del Verdouble.

## Afluentes
El Verdouble tiene treinta y cinco afluentes referenciados, de los que los más importantes son :
- el Tarrasac : 11,8 km ;
- el Torgan : 19,1 km ;
- el Vingrau : 8,7 km.

## Hidrología
La afluencia media de la cuenca del río Verdouble ha sido estudiada durante un período de 42 años (1967-2008), a la altura de la localidad de Tautavel, del departamento de Pirineos Orientales, un lugar ubicado poco antes de la desembocadura en el río Agly. El aporte de agua que desembalsa el río se calcula en 305 km².
| Caudal medio mensual del río Verdouble en la estación de Tautavel (en m³/s. Datos calculados para una cuenca de 305 km², en el período de 42 años, 1967-2008) |
| |

El río Verdouble presenta fluctuaciones estacionales muy marcadas, como es propio de la región mediterránea, con elevadas aguas en invierno y primavera y escasas aguas en verano, de julio a septiembre inclusive.

### Estiaje o aguas bajas
Durante los estiajes, el VCN3 puede caer hasta 0,069 m³/s, es decir, 69 litros por segundo, lo que no puede ser considerado como muy severo pero se corresponde con la media del resto de cursos de agua de la región.

### Crecidas
Las riadas pueden ser extremadamente importantes, a tenor del tamaño del caudal del río. Así los QIX 2 y QIX 5 valen respectivamente 170 y 310 m³ por segundo. El QIX 10 es de 410 m³ por segundo, el QIX 20 de 510 m³ por segundo y el QIX 50 de 630 m³ por segundo. Para hacerse una idea de la importancia de estas crecidas, podríamos compararlo con el río Marne al final de su curso, a la entrada en París.

### Medio natural y pesca
Las aguas del río Verdouble permiten actividades deportivas o de ocio, como la pesca de la mosca, etc. 

### Anécdotas
El río Verdouble ha inspirado al cantante Claude Nougaro su canción "Un río de Corbières".